# The House
The House är ett musikalbum av Katie Melua som utgavs den 24 maj 2010. Det är hennes fjärde studioalbum. För första gången är det inte Mike Batt som producerat, utan William Orbit.
En stor del av låtmaterialet är akustiskt. Den första singeln från albumet, The Flood, släpptes en vecka före albumet. Dock hade låten världspremiär redan den 18 februari på BBC Radio 2.

## Låtlista
1. "I'd Love to Kill You" (Katie Melua/Guy Chambers) – 2:57
2. "The Flood" (Melua/Chambers/Lauren Christy) – 4:03
3. "A Happy Place" (Melua/Chambers) – 3:27
4. "A Moment of Madness" (Melua/Chambers) – 3:47
5. "Red Balloons" (Melua/Polly Scattergood) – 4:20
6. "Tiny Alien" (Melua/Chambers) – 4:36
7. "No Fear of Heights" (Melua) – 2:53
8. "The One I Love Is Gone" (Bill Monroe) – 3:38
9. "Plague of Love" (Melua/Rick Nowels) – 3:26
10. "God on Drums, Devil on the Bass" (Melua/Mike Batt) – 3:48
11. "Twisted" (Melua/Nowels) – 3:44
12. "The House" (Melua) – 5:00